# Physical Review Special Topics: Physics Education Research
Physical Review Special Topics: Physics Education Research (abrégé en Phys. Rev. Spec. Top. Phys. Educ. R.) est une revue scientifique à comité de lecture qui publie des articles en libre accès concernant l'enseignement de la physique.
D'après le Journal Citation Reports, le facteur d'impact de ce journal était de 1,237 en 2009. Actuellement, le directeur de publication Robert Beichner (Université d'État de Caroline du Nord, États-Unis).